# Lucy (Moselle)
Pour les articles homonymes, voir Lucy.
Lucy est une commune française située dans le département de la Moselle, en région Grand Est.

## Géographie
La commune est située sur la rive droite de la Nied française.

### Communes limitrophes
| Baudrecourt       |         | Chenois  |
| Morville-sur-Nied | Lucy    | Lesse    |
| Prévocourt        | Frémery | Chicourt |

### Hydrographie
La commune est située dans le bassin versant du Rhin au sein du bassin Rhin-Meuse. Elle est drainée par la Nied et le ruisseau d'Outremont.
La Nied, d'une longueur totale de 96,7 km, prend sa source dans la commune de Marthille, traverse 47 communes françaises, puis poursuit son cours en Allemagne où elle se jette dans la Sarre.

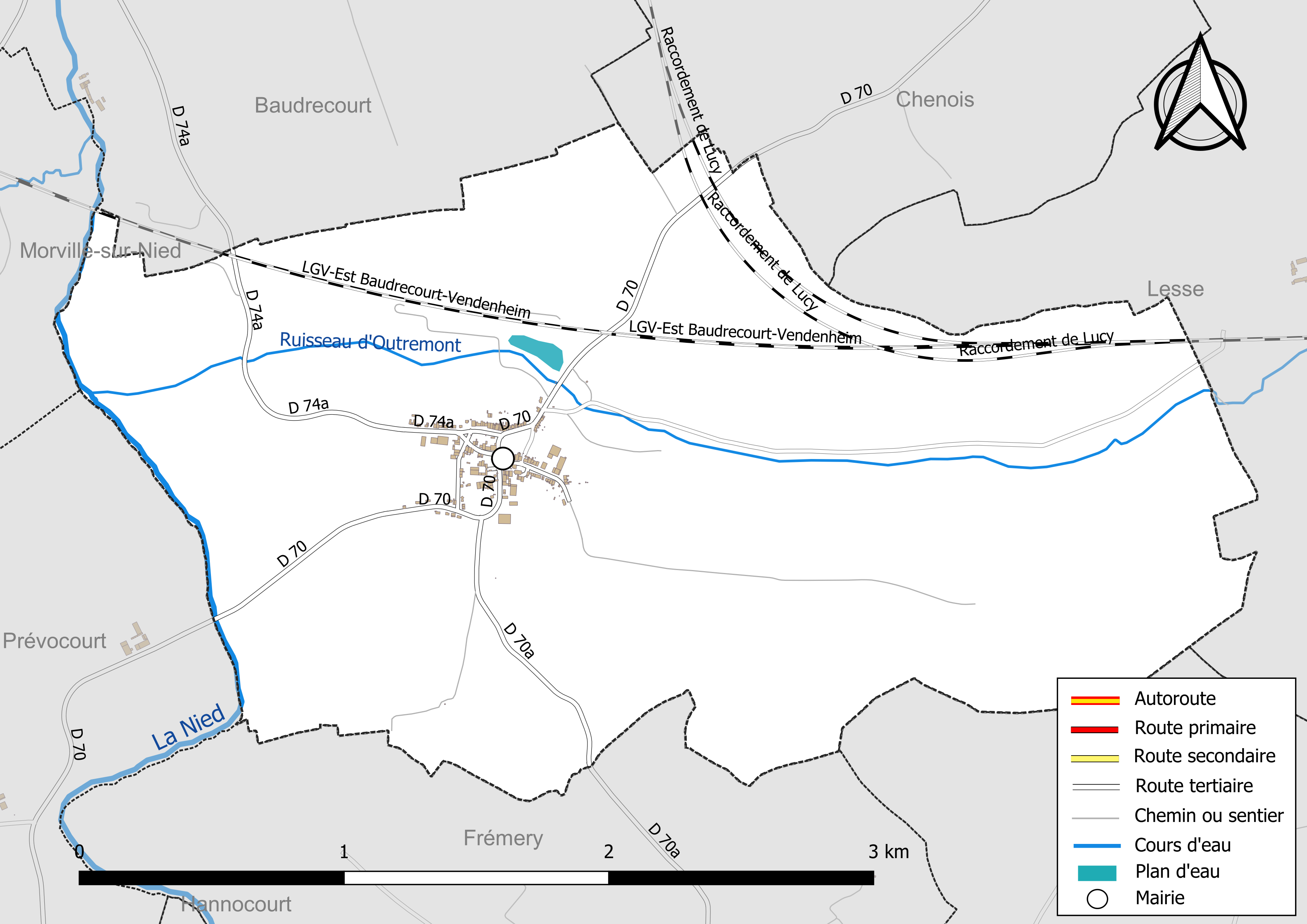
Réseaux hydrographique et routier de Lucy.

La qualité des eaux des principaux cours d’eau de la commune, notamment de la Nied, peut être consultée sur un site spécial géré par les agences de l’eau et l’Agence française pour la biodiversité.

### Climat
Pour des articles plus généraux, voir Climat du Grand Est et Climat de la Moselle.
En 2010, le climat de la commune est de type climat océanique dégradé des plaines du Centre et du Nord, selon une étude du Centre national de la recherche scientifique s'appuyant sur une série de données couvrant la période 1971-2000. En 2020, Météo-France publie une typologie des climats de la France métropolitaine dans laquelle la commune est exposée à un climat semi-continental et est dans la région climatique  Lorraine, plateau de Langres, Morvan, caractérisée par un hiver rude (1,5 °C), des vents modérés et des brouillards fréquents en automne et hiver. 
Pour la période 1971-2000, la température annuelle moyenne est de 9,7 °C, avec une amplitude thermique annuelle de 16,9 °C. Le cumul annuel moyen de précipitations est de 805 mm, avec 12,1 jours de précipitations en janvier et 9,6 jours en juillet. Pour la période 1991-2020, la température moyenne annuelle observée sur la station météorologique de Météo-France la plus proche, « Lesse_sapc », sur la commune de Lesse à 4 km à vol d'oiseau, est de 10,7 °C et le cumul annuel moyen de précipitations est de 694,0 mm. 
La température maximale relevée sur cette station est de 40 °C, atteinte le 25 juillet 2019 ; la température minimale est de −20,7 °C, atteinte le 20 décembre 2009,,. 
Les paramètres climatiques de la commune ont été estimés pour le milieu du siècle (2041-2070) selon différents scénarios d'émission de gaz à effet de serre à partir des nouvelles projections climatiques de référence DRIAS-2020. Ils sont consultables sur un site spécial publié par Météo-France en novembre 2022.

## Urbanisme

### Typologie
Au 1er janvier 2024, Lucy est catégorisée commune rurale à habitat dispersé, selon la nouvelle grille communale de densité à sept niveaux définie par l'Insee en 2022.
Elle est située hors unité urbaine. Par ailleurs la commune fait partie de l'aire d'attraction de Metz, dont elle est une commune de la couronne,. Cette aire, qui regroupe 245 communes, est catégorisée dans les aires de 200 000 à moins de 700 000 habitants,.

### Occupation des sols
L'occupation des sols de la commune, telle qu'elle ressort de la base de données européenne d’occupation biophysique des sols Corine Land Cover (CLC), est marquée par l'importance des territoires agricoles (75,1 % en 2018), en diminution par rapport à 1990 (79,6 %). La répartition détaillée en 2018 est la suivante : terres arables (59 %), forêts (17,5 %), prairies (16,1 %), zones urbanisées (3,9 %), zones industrielles ou commerciales et réseaux de communication (3,5 %). L'évolution de l’occupation des sols de la commune et de ses infrastructures peut être observée sur les différentes représentations cartographiques du territoire : la carte de Cassini (XVIIIe siècle), la carte d'état-major (1820-1866) et les cartes ou photos aériennes de l'IGN pour la période actuelle (1950 à aujourd'hui).

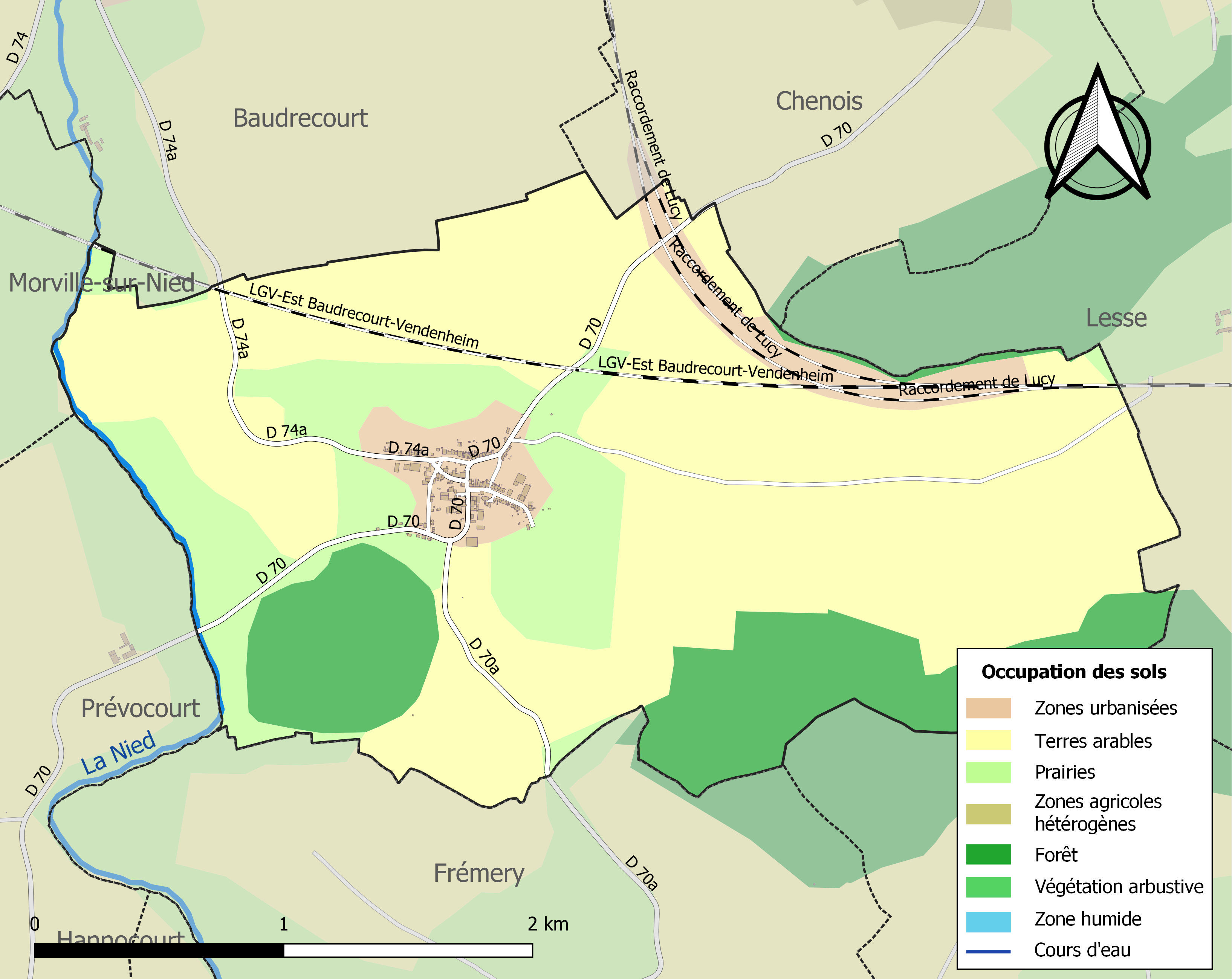
Carte des infrastructures et de l'occupation des sols de la commune en 2018 (CLC).

## Toponymie
- Le nom de Lucy est dérivé du nom latin Lucius.
- Lusiacum (1137), Lucei/Lucey (1157), Luceio (1186), Luceyo (1299), Lucey (XVIe siècle), Lixin (1756), Lucy (1793).
- 1915–1918 : Lixingen, 1940–1944 : Lixingen bei Delmen.

## Histoire
- Ancienne province de Lorraine dépendant de la châtellenie d'Amance.
- Puissante seigneurie au XVe siècle.
- Ferry de Lucey fit la paix avec la ville de Metz en 1430.
- Servit de dotation de la nouvelle primatiale de Nancy en 1604.
- Lucy était le siège de la corporation des tisserands de la châtellenie d'Amance.
- De 1790 à 2015, Lucy était une commune de l'ex-canton de Delme.

## Politique et administration
| Période                                  | Période   | Identité          | Étiquette | Qualité |
| ---------------------------------------- | --------- | ----------------- | --------- | ------- |
| 1965                                     | mars 1995 | Georges Guidez    |           | Maire   |
| mars 1995                                | 2014      | François Lavielle |           | Maire   |
| 2014                                     | mai 2020  | Claude Willaume   |           | Maire   |
| Juin 2021                                | En cours  | Joël PIERRARD     |           | Maire   |
| Les données manquantes sont à compléter. |           |                   |           |         |

## Démographie
L'évolution du nombre d'habitants est connue à travers les recensements de la population effectués dans la commune depuis 1793. Pour les communes de moins de 10 000 habitants, une enquête de recensement portant sur toute la population est réalisée tous les cinq ans, les populations de référence des années intermédiaires étant quant à elles estimées par interpolation ou extrapolation. Pour la commune, le premier recensement exhaustif entrant dans le cadre du nouveau dispositif a été réalisé en 2007.

En 2022, la commune comptait 228 habitants, en évolution de +2,7 % par rapport à 2016 (Moselle : +0,52 %, France hors Mayotte : +2,11 %).
| 1793 | 1800 | 1806 | 1821 | 1831 | 1836 | 1841 | 1846 | 1851 |
| ---- | ---- | ---- | ---- | ---- | ---- | ---- | ---- | ---- |
| 395  | 456  | 482  | 523  | 543  | 597  | 607  | 602  | 608  |

| 1856 | 1861 | 1871 | 1875 | 1880 | 1885 | 1890 | 1895 | 1900 |
| ---- | ---- | ---- | ---- | ---- | ---- | ---- | ---- | ---- |
| 523  | 521  | 556  | 527  | 497  | 467  | 430  | 439  | 390  |

| 1905 | 1910 | 1921 | 1926 | 1931 | 1936 | 1946 | 1954 | 1962 |
| ---- | ---- | ---- | ---- | ---- | ---- | ---- | ---- | ---- |
| 386  | 366  | 318  | 277  | 275  | 269  | 245  | 228  | 201  |

| 1968 | 1975 | 1982 | 1990 | 1999 | 2006 | 2007 | 2012 | 2017 |
| ---- | ---- | ---- | ---- | ---- | ---- | ---- | ---- | ---- |
| 169  | 141  | 178  | 193  | 200  | 210  | 211  | 211  | 228  |

| 2022 | - | - | - | - | - | - | - | - |
| ---- | - | - | - | - | - | - | - | - |
| 228  | - | - | - | - | - | - | - | - |

## Culture locale et patrimoine

### Lieux et monuments
- Ancien moulin de Lucy.
- Église Notre-Dame XVIIIe siècle, reconstruite après 1950 : fragments de bas-reliefs Renaissance.

### Héraldique
| Blason de Lucy | Blason  | D'argent à trois lions de sable, armés et lampassés de gueules, couronnés d'or. |
| Blason de Lucy | Détails | La terre de Lucy a donné son nom à une ancienne maison, aujourd'hui éteinte, et qui portait : d'argent à trois lions de sable, armés, lampassés, allumés et couronnés d'or Le statut officiel du blason reste à déterminer. |